# Diócesis de Wallis y Futuna
La diócesis de Wallis y Futuna (en latín: Dioecesis Uveana et Futunensis y en francés: Diocèse de Wallis-et-Futuna) es una circunscripción eclesiástica de la Iglesia católica en Wallis y Futuna. Se trata de una diócesis latina, sufragánea de la arquidiócesis de Numea. Desde el 14 de enero de 2025 es sede vacante y su administrador diocesano es el presbítero Susitino Sionepoe, de la Sociedad de María.

## Territorio y organización

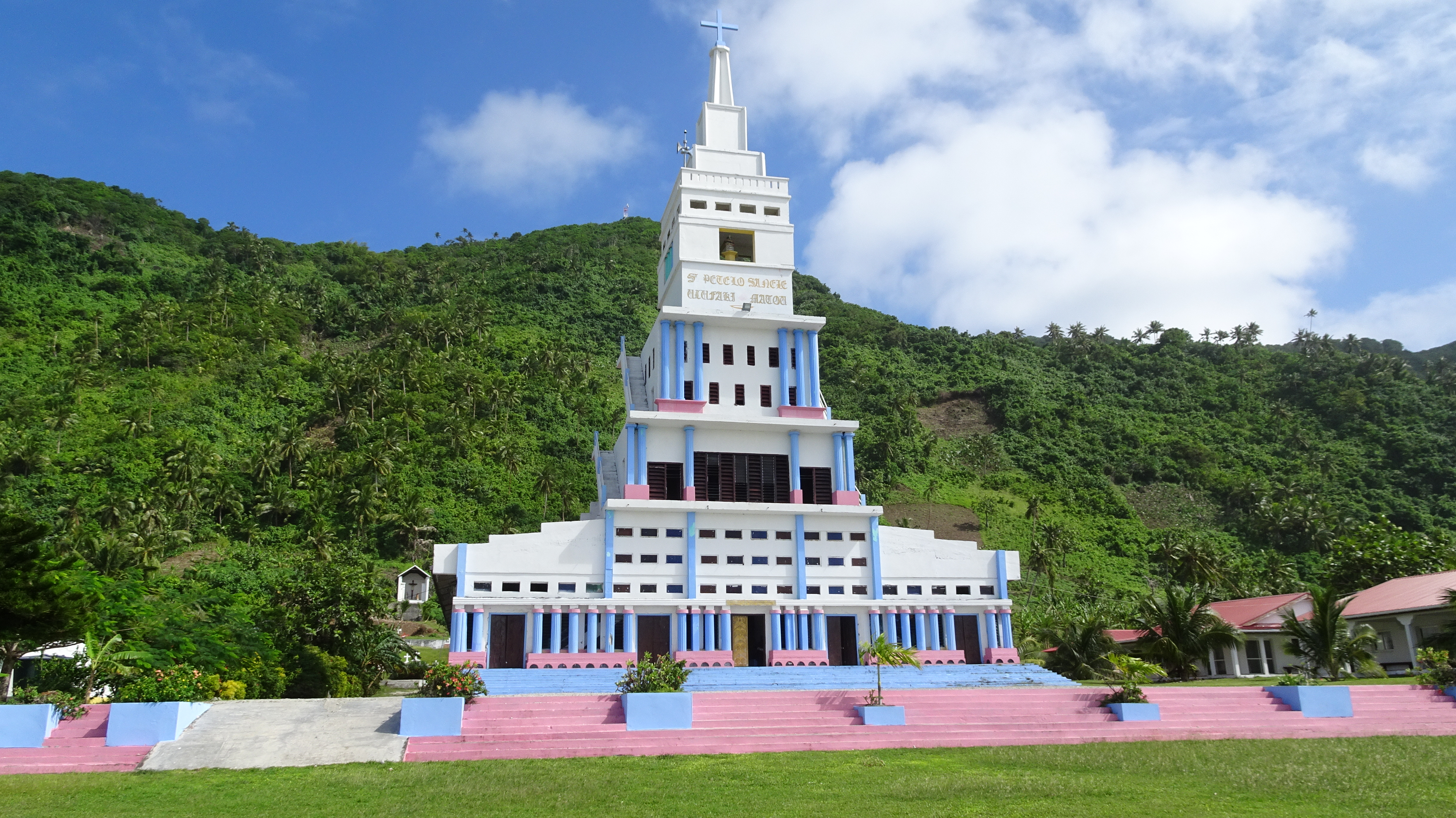
Basílica de San Pedro Chanel, en Poi

La diócesis tiene 142 km² y extiende su jurisdicción sobre los fieles católicos de rito latino residentes en Wallis y Futuna, una colectividad de ultramar de Francia en Oceanía.
La sede de la diócesis se encuentra en la ciudad de Mata-Utu, en la isla Wallis, en donde se halla la Catedral de Nuestra Señora de la Asunción. En Poi, en la isla Futuna, se halla la basílica de San Pedro Chanel.
En 2022 en la diócesis existían 5 parroquias.

## Historia

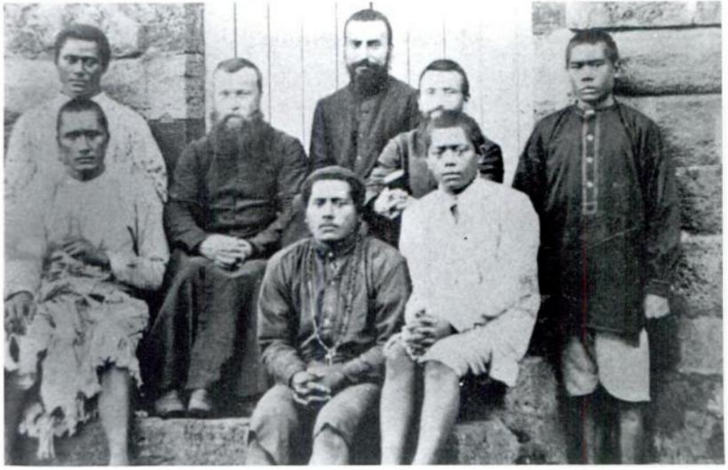
Padres maristas y seminaristas en Lano, en la isla de Wallis, circa 1890

El vicariato apostólico de las islas Wallis y Futuna fue erigido el 11 de noviembre de 1935 mediante la bula Quidquid fidei del papa Pío XI separando territorio del vicariato apostólico de Oceanía Central (hoy diócesis de Tonga).
El 21 de junio de 1966, mediante la bula Prophetarum voces del papa Pablo VI, el vicariato apostólico fue elevado a diócesis y tomó el nombre de diócesis de Wallis y Futuna.
El 25 de abril de 1974, como resultado del decreto Ad satius de la Congregación para la Evangelización de los Pueblos, el nombre latino de la diócesis, originalmente Dioecesis Uallisien(sis) et Futunen(sis), tomó su forma actual.
El 11 de abril de 2002 la Congregación para el Culto Divino y la Disciplina de los Sacramentos aprobó la traducción del Misal Romano al idioma walisiano.

## Estadísticas
Según el Anuario Pontificio 2023 la diócesis tenía a fines de 2022 un total de 10 242 fieles bautizados.
| Año                                                                             | Población            | Población | Población      | Sacerdotes | Sacerdotes    | Sacerdotes    | Bautizados por sacerdote | Diáconos permanentes | Religiosos | Religiosos | Parroquias |
| Año                                                                             | Bautizados católicos | Total     | % de católicos | Total      | Clero secular | Clero regular | Bautizados por sacerdote | Diáconos permanentes | Varones    | Mujeres    | Parroquias |
| ------------------------------------------------------------------------------- | -------------------- | --------- | -------------- | ---------- | ------------- | ------------- | ------------------------ | -------------------- | ---------- | ---------- | ---------- |
| 1950                                                                            | 8635                 | 8640      | 99.9           | 16         | 6             | 10            | 539                      |                      | 3          | 53         | 5          |
| 1970                                                                            | 8574                 | 8574      | 100.0          | 20         | 9             | 11            | 428                      |                      | 15         | 53         | 5          |
| 1980                                                                            | 10 549               | 10 800    | 97.7           | 12         | 7             | 5             | 879                      |                      | 13         | 50         | 5          |
| 1990                                                                            | 16 229               | 16 379    | 99.1           | 10         | 5             | 5             | 1622                     |                      | 11         | 38         | 5          |
| 1999                                                                            | 14 316               | 14 347    | 99.8           | 9          | 6             | 3             | 1590                     |                      | 7          | 33         | 5          |
| 2000                                                                            | 14 192               | 14 392    | 98.6           | 9          | 6             | 3             | 1576                     |                      | 17         | 44         | 5          |
| 2001                                                                            | 14 192               | 14 503    | 97.9           | 9          | 7             | 2             | 1576                     |                      | 15         | 34         | 5          |
| 2002                                                                            | 14 192               | 15 000    | 94.6           | 10         | 7             | 3             | 1419                     |                      | 16         | 40         | 5          |
| 2003                                                                            | 14 700               | 15 000    | 98.0           | 8          | 6             | 2             | 1837                     |                      | 15         | 30         | 5          |
| 2004                                                                            | 14 687               | 14 987    | 98.0           | 10         | 7             | 3             | 1468                     |                      | 9          | 33         | 5          |
| 2010                                                                            | 13 631               | 14 231    | 95.8           | 8          | 5             | 3             | 1703                     |                      | 10         | 35         | 5          |
| 2014                                                                            | 11 697               | 12 197    | 95.9           | 8          | 5             | 3             | 1462                     |                      | 11         | 35         | 5          |
| 2017                                                                            | 10 450               | 10 950    | 95.4           | 9          | 6             | 3             | 1161                     | 1                    | 10         | 31         | 5          |
| 2020                                                                            | 10 450               | 10 950    | 95.4           | 10         | 4             | 6             | 1045                     | 1                    | 13         | 29         | 5          |
| 2022                                                                            | 10 242               | 11 380    | 90.0           | 12         | 6             | 6             | 853                      | 1                    | 9          | 27         | 5          |
| Fuente: Catholic-Hierarchy, que a su vez toma los datos del Anuario Pontificio. |                      |           |                |            |               |               |                          |                      |            |            |            |

## Episcopologio
- Alexandre Poncet, S.M. † (11 de noviembre de 1935-22 de diciembre de 1961 renunció)
- Michel-Maurice-Augustin-Marie Darmancier, S.M. † (22 de diciembre de 1961-25 de abril de 1974 renunció)
- Laurent Fuahea † (25 de abril de 1974-20 de junio de 2005 retirado)
- Ghislain Marie Raoul Suzanne de Rasilly, S.M. (20 de junio de 2005-24 de diciembre de 2018 retirado)
- Susitino Sionepoe, S.M. (24 de diciembre de 2018-14 de enero de 2025 nombrado arzobispo de Numea)